# Karl Ganzer

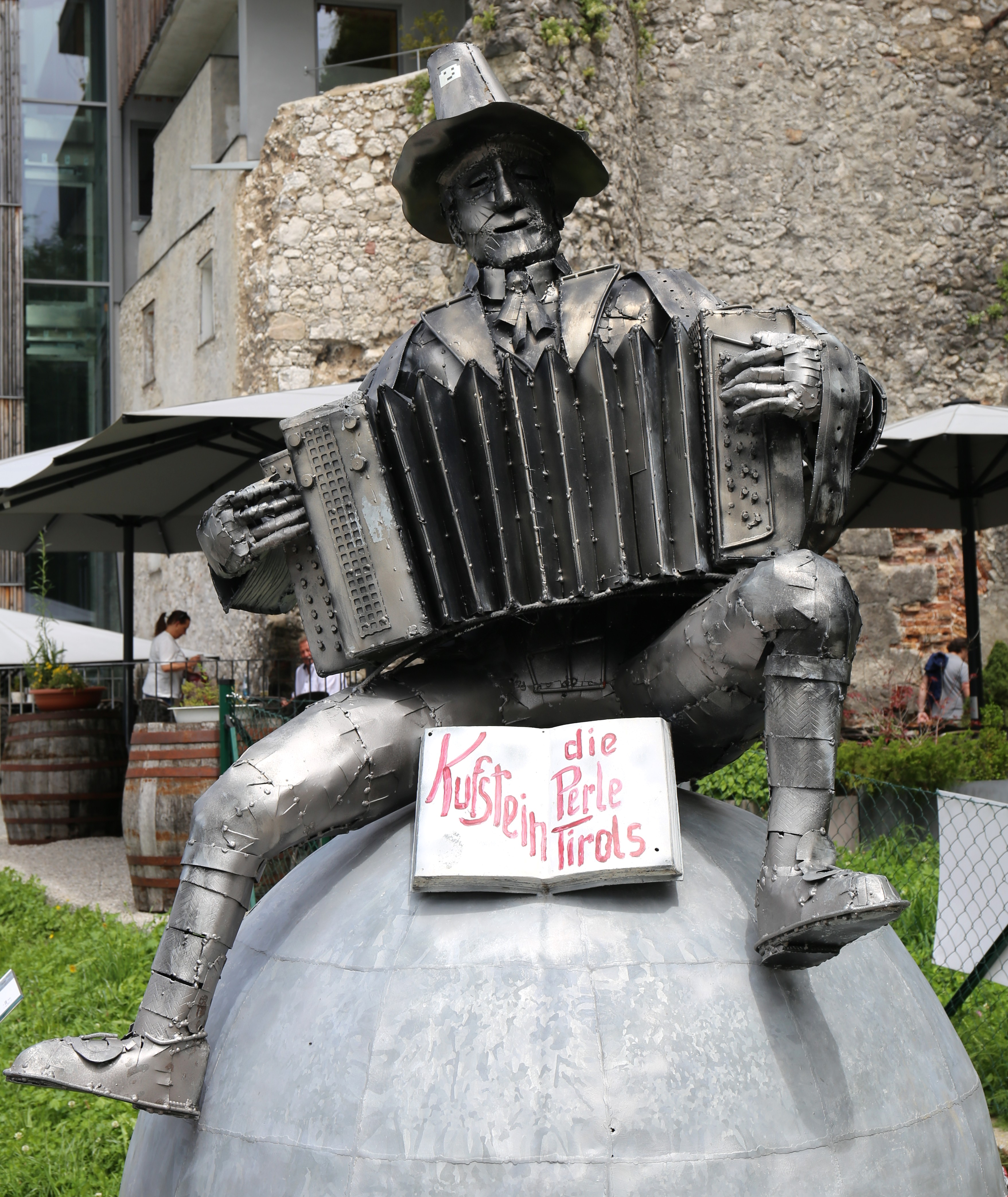
Denkmal für Karl Ganzer in Kufstein

Karl Ganzer (* 15. April 1920 in Brixlegg; † 1. Jänner 1988 in Kufstein) war ein österreichischer Komponist. Er war der Textdichter des Kufsteinliedes („Kennst du die Perle …“).

## Leben
Karl Ganzer trat 1934 in Brixlegg als Lehrling bei der Post ein. 1940 heiratete er die erst 16-jährige Traudl, Tochter einer Südtiroler Emigrantenfamilie, mit der er vier Kinder (Karl, Helmut, Manfred und Margit) hatte. Von 1940 bis 1945 war er Soldat, zuletzt am Balkan, und schlug sich nach Kriegsende selbständig nach Tirol durch. Er wohnte mit seiner Familie in der Südtiroler Siedlung in Kufstein und musste sich zunächst mit Aushilfsarbeiten durchschlagen, bis er als Buschauffeur wieder bei der Post Beschäftigung fand. Er starb an den Folgen von Komplikationen bei einer Gallenoperation.

## Das Kufsteinlied
Karl Ganzer war musikalischer Autodidakt, der nie eine Musikausbildung erfahren hatte und bis an sein Lebensende nie Notenschrift schrieb. Die Musik lag ihm im Blut. Schon in jungen Jahren gesellte er sich mit seiner Steirischen Harmonika zu Musikern in Gaststätten und spielte mit diesen auf. Durch Zuhören und Mitspielen erwarb er ein umfangreiches Repertoire.
Dieses Können nützte er in der schweren Zeit nach dem Krieg. Er spielte, teils im Duo, teils in der Gruppe „Pendlstoana“ in Gaststätten auf, vor allem im „Auracher Löchl“, einem Kufsteiner Traditionsgasthaus in der Römerhofgasse. 1946 entstand dabei – die Melodie hatte sich beim Üben auf der neuen chromatischen Harmonika sozusagen aufgedrängt und ging ihm nicht mehr aus dem Kopf – das heute weltbekannte Kufsteiner Lied, zuerst im 4/8-Takt, erstmals öffentlich gespielt im früheren Gasthof Waltl am Unteren Stadtplatz 1947. Anfang der 1950er Jahre wurde das Lied in einer Aufzeichnung von Franz Friedl auch als Notenblatt gedruckt und vom Kufsteiner Jodlerduo Gasser-Stadlmayr auf Schallplatte aufgenommen. Den Durchbruch schaffte das Lied aber erst Anfang der 1960er Jahre, nunmehr im ¾-(„Schunkel“-)Takt durch Aufnahmen des „Jodlerkönigs“ Franzl Lang und anderer bekannter Künstler der volkstümlichen Musikszene, wie etwa Maria und Margot Hellwig.
Das Lied ist eines der meistverbreiteten und meistgespielten Musikstücke der volkstümlichen Musik mit weit mehr als 100 Millionen verkaufter Tonträger. In der Statistik der GEMA war es zeitweise die Nr. 1 des gesamten Angebots. Das Lied hat den Namen der Stadt Kufstein um die ganze Welt getragen und damit die „Perle Tirols“ als Stadt „am grünen Inn“ zu einem Begriff in vielen Ländern gemacht.
Im Juli 2009 entschieden das Oberlandesgericht München und im Dezember 2012 der deutsche Bundesgerichtshof, dass Ganzer der alleinige Schöpfer des Liedes ist. Der deutsche Musikverleger und Aufsichtsrat der Gema Egon L. Frauenberger hatte sich zuvor bei der GEMA für eine Änderung des Jodelteils registrieren lassen. Nach dem Urteil des Gerichts bezog er das erhaltene Zwölftel der Urheberrechtsgebühren zu Unrecht.

## Würdigung
In Kufstein wurde in der Römerhofgasse ein Denkmal errichtet und ebenso trägt die Karl Ganzer-Straße seinen Namen.